# Hoheria sexstylosa
Hoheria sexstylosa là một loài thực vật có hoa trong họ Cẩm quỳ. Loài này được Colenso mô tả khoa học đầu tiên năm 1885.